# スリント

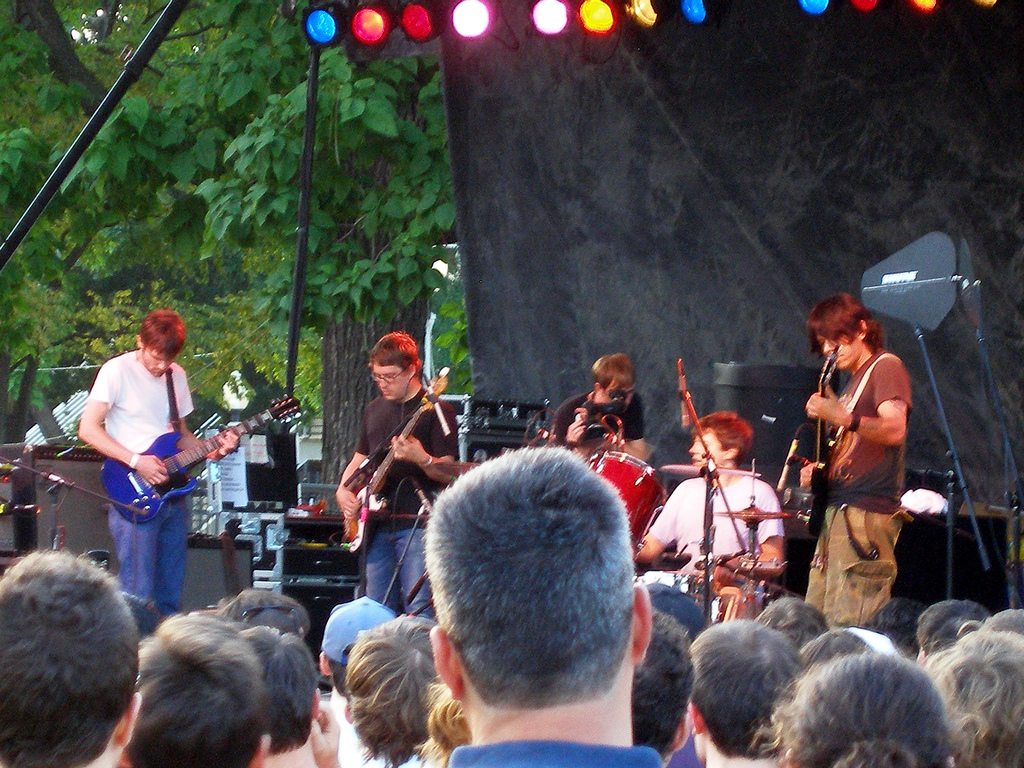
2007年

スリント（Slint）は、アメリカ合衆国ケンタッキー州ルイビル出身のマスロックバンド。1986年に結成。

## 略歴
1987年にファースト・アルバムのセッションをスティーヴ・アルビニにより録音、2年後の1989年にアルバム『トゥイーズ』をリリースする。1991年にタッチ・アンド・ゴー・レコーズよりアルバム『スパイダーランド』をリリースし、プレスから高い評価を受ける。バンドは1992年に解散したが、1994年に『Untitled EP』をリリース。解散後もメンバーは様々なバンドに参加した。
2005年にバンドはマクマハン、パジョー、ウォルフォードの3人で一時的に再結成し、「オール・トゥモローズ・パーティーズ」に出演し、アメリカ、ヨーロッパでツアーを行った。2007年にも再び一時的に再結成、バルセロナで行われるロックフェス「プリマヴェーラ・サウンド」に出演した。2013年にも再結成し、再び「オール・トゥモローズ・パーティーズ」でプレイした。

## メンバー

### コア・メンバー
- ブライアン・マクマハン（Brian McMahan） - ギター、ボーカル (1986年–1990年、1992年、1994年、再結成)
- デヴィド・パジョー（David Pajo） - ギター (1986年–1990年、1992年、1994年、再結成)
- ブリット・ウォルフォード（Britt Walford） - ドラム、ギター、ボーカル (1986年–1990年、1992年、1994年、再結成)
- イーサン・バックラー （Ethan Buckler） - ベース (1986年–1987年)
- トッド・ブラッシェアー（Todd Brashear） - ベース (1988年–1990年、1992年)

## ディスコグラフィ

### スタジオ・アルバム
- 『トゥイーズ』 - Tweez (1989年)
- 『スパイダーランド』 - Spiderland (1991年)

### EP
- Untitled EP (1994年)